# Феодор I (епископ Ростовский)
Епи́скоп Фео́дор I (ум. ранее 1023 года) — первый епископ Ростовский, епископ Суздальский, святой Русской православной церкви, почитается в лике святителей, память совершается (по юлианскому календарю): 8 июня, 23 мая (Собор Ростово-Ярославских святых) и 23 июня (Собор Владимирских святых).

## Жизнеописание
По происхождению грек, прибыл из Константинополя в Киев в составе свиты первого киевского митрополита Михаила. В 990 или 992 году был рукоположён во епископы Ростова. Построил в городе дубовый храм в честь Успения Пресвятой Богородицы. Проповедь христианства, начатая Феодором, была враждебно встречена язычниками. По выражению Степенной книги, святитель «изнемог» от упорных язычников и «неверных людей», не принимавших крещения.
Святитель удалился из Ростова в Суздаль, бывший тогда небольшим поселением. По сообщению надписи 1635 года в ризнице Богородице-Рождественского собора Суздаля:

Приям святитель Феодор паству словесных овец в Суждальской стране и, видя их помраченными, начал, возлагая на Бога упование, сеяти семя слова Божия, идольские капища разрушая; храмы же святые во славу Божию созидая и украшая. Зряще бо народи богоугодное житие его и кроткий нрав, и слыша богодухновенное учение его, по премногу удивляшися, обращахуся в веру Христову и приимаху святое крещение

В 1010 году, когда ростовским князем стал святой Борис, Феодор вернулся в Ростов, но после убийства Бориса святитель был вновь изгнан из города и возвратился в Суздаль, где скончался около 1024 года.

## Почитание
Феодор был погребён в Богородице-Рождественском соборе Суздаля, его мощи были обретены ещё до нашествия Батыя. Время начала местного почитания святителя Феодора неизвестно, во второй половине XVI века его гроб украшал покров с вышитым молитвенным обращением к нему, где он был назван «великим чудотворцем». В середине XVIII века начались сомнения относительно состояния мощей святителя Феодора. Ростовский епископ Порфирий (Крайский) в ноябре 1751 года обратился в Святейший синод с ходатайством провести освидетельствование мощей, но 27 августа 1755 года получил ответ:

Понеже оные святые Феодор и Иоанн были архиереи православные, в Суждальской стране пастырие благочестивии, и по скончании всея жизни пребыли и ныне пребывают нетленны, и через такое многое прошедшее время бывшими после их преемниками, а вашего преосвященства антецессорами, и народом были почитаемы и почитаются за святых: и тако, не имея никакого о них сумнительства, вновь ныне свидетельствовать несть потребы и оставить в таковом же, как ныне были, состоянии и почитании.

В 1794 году мощи Феодора поместили в раку из позолоченного серебра и поместили у иконостаса Суздальского собора. 20 августа 1879 года их по указу Святейшего синода переложили в новую серебряную раку, в честь чего было установлено местное празднование. В 1998 году в связи с аварийным состоянием Рождественского собора мощи святителя Феодора перенесли в Казанскую церковь Суздаля.
В 2023 году во Владимирской епархии торжественно праздновалось тысячелетие преставления святого Феодора.